# U-360
| U-360                      | U-360                                                          | U-360                                                          |
| -------------------------- | -------------------------------------------------------------- | -------------------------------------------------------------- |
|                            |                                                                |                                                                |
|                            |                                                                |                                                                |
|                            |                                                                |                                                                |
| Під прапором               | Третій рейх                                                    | Третій рейх                                                    |
| Спуск на воду              | 28 липня 1942 року                                             | 28 липня 1942 року                                             |
| Виведений зі складу флоту  | 2 квітня 1944 року                                             | 2 квітня 1944 року                                             |
| Сучасний статус            | затоплений                                                     | затоплений                                                     |
| Проєкт                     |                                                                |                                                                |
| Тип ПЧ                     | Торпедний ДПЧ                                                  | Торпедний ДПЧ                                                  |
| Основні характеристики     |                                                                |                                                                |
| Швидкість (надводна)       | 17,7 вузлів                                                    | 17,7 вузлів                                                    |
| Швидкість (підводна)       | 7,6 вузлів                                                     | 7,6 вузлів                                                     |
| Робоча глибина занурення   | 100 м                                                          | 100 м                                                          |
| Гранична глибина занурення | 220 м                                                          | 220 м                                                          |
| Екіпаж                     | 44 осіб                                                        | 44 осіб                                                        |
| Розміри                    |                                                                |                                                                |
| Довжина найбільша (по КВЛ) | 67,1 м                                                         | 67,1 м                                                         |
| Ширина корпусу найб.       | 6,2 м                                                          | 6,2 м                                                          |
| Висота                     | 9,6 м                                                          | 9,6 м                                                          |
| Середня осадка (по КВЛ)    | 4,70 м                                                         | 4,70 м                                                         |
| Водотоннажність надводна   | 769 т                                                          | 769 т                                                          |
| Озброєння                  |                                                                |                                                                |
| Артилерія                  | одна палубна гармата калібру 88-мм, одна 20-мм зенітна гармата | одна палубна гармата калібру 88-мм, одна 20-мм зенітна гармата |
| Торпедно- мінне озброєння  | 4 носових і один кормовий ТА. 14 торпед або 26 мін             | 4 носових і один кормовий ТА. 14 торпед або 26 мін             |

U-360 — німецький підводний човен типу VIIC, часів Другої світової війни.
Замовлення на будівництво човна було віддане 6 серпня 1940 року. Човен був закладений на верфі суднобудівної компанії «Flensburger Schiffsbau-Ges» у Фленсбурзі 9 серпня 1941 року під заводським номером 479, спущений на воду 28 липня 1942 року, 12 листопада 1942 року увійшов до складу 5-ї флотилії. Також за час служби входив до складу 13-ї флотилії.
Човен зробив 5 бойових походів, в яких пошкодив 1 судно та 1 військовий корабель.
Потоплений 2 квітня 1944 року в Норвезькому морі південно-західніше Ведмежого острова (73°28′ пн. ш. 14°04′ сх. д. / 73.467° пн. ш. 14.067° сх. д.) глибинними бомбами британського есмінця «Кеппель». Всі 51 члени екіпажу загинули.

## Командири
- Оберлейтенант-цур-зее Ганс-Юрген Бюрінг (12 листопада 1942 — 20 травня 1943)
- Капітан-лейтенант Клаус-Гельмут Беккер (20 травня 1943 — 2 квітня 1944)

## Потоплені та пошкоджені кораблі[3]
| Назва           | Тип            | Належність      | Дата          | Тоннаж (БРТ) | Вантаж                                    | Статус     | Місце                                                       |
| «Обд'юрейт»     | есмінець       | Велика Британія | 25 січня 1944 | 1 540        |                                           | пошкоджено | 73°28′ пн. ш. 21°30′ сх. д. / 73.467° пн. ш. 21.500° сх. д. |
| Fort Bellingham | вантажне судно | Велика Британія | 26 січня 1944 | 7 153        | 4900 т військових та генеральних вантажів | пошкоджено | 73°25′ пн. ш. 25°10′ сх. д. / 73.417° пн. ш. 25.167° сх. д. |